# I maledetti
I maledetti (Les maudits) è un film del 1947 diretto da René Clément ed interpretato da Marcel Dalio, Henri Vidal, Florence Marly e Fosco Giachetti.
Il film vinse il Grand Prix du Festival International du Film come miglior film d'avventura o poliziesco al 2º Festival di Cannes.

## Trama
Alcuni nazisti e dei collaborazionisti di vari paesi, in vista della disfatta di Hitler, organizzano una fuga in sud America con un sottomarino. Durante una sosta vicino alle coste francesi rapiscono un dottore. La lunga traversata fa crescere la tensione tra i viaggiatori.

## Restauro
Nel 2013, la Cohen Film Collection ha distribuito, negli Stati Uniti, il film in DVD e Blu-ray, utilizzando un restauro effettuato dal distributore francese, Gaumont.

## Riconoscimenti
- 1947 - Festival di Cannes
  - Grand Prix du Festival